# Liste der Monuments historiques in Coupvray
Die Liste der Monuments historiques in Coupvray führt die Monuments historiques in der französischen Gemeinde Coupvray auf.

## Liste der Bauwerke
| Bezeichnung                   | Beschreibung | Standort | Kennzeichnung | Schutzstatus | Datum | Bild           |
| ----------------------------- | ------------ | -------- | ------------- | ------------ | ----- | -------------- |
| Schloss                       |              | (Lage)   | PA00086907    | Inscrit      | 1988  | weitere Bilder |
| Ferme du Couvent              |              | (Lage)   | PA00086908    | Inscrit      | 1988  |                |
| Geburtshaus von Louis Braille |              | (Lage)   | PA00086909    | Inscrit      | 1966  | weitere Bilder |

## Liste der Objekte

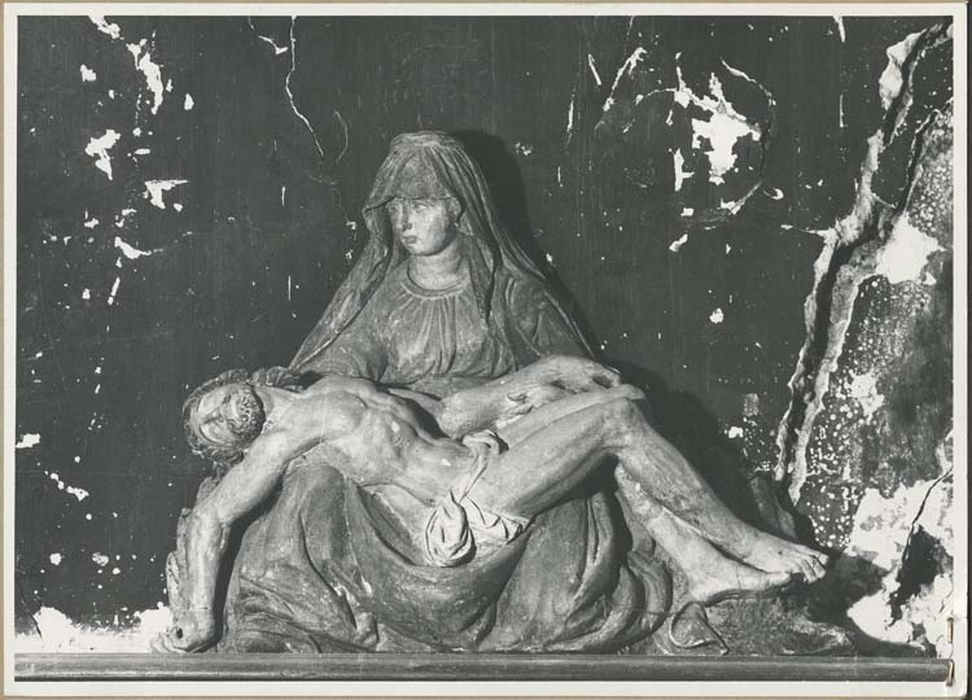
Pietà (17./18. Jahrhundert) in der Kirche St-Pierre

- Monuments historiques (Objekte) in Coupvray in der Base Palissy des französischen Kultusministeriums